# Hastertia bougainvillei
Hastertia bougainvillei is een keversoort uit de familie boktorren (Cerambycidae). De wetenschappelijke naam van de soort is voor het eerst geldig gepubliceerd in 1912 door Lameere.